# Baulch Peak
Baulch Peak är en bergstopp i Antarktis. Den ligger i Östantarktis. Nya Zeeland gör anspråk på området. Toppen på Baulch Peak är 2 041 meter över havet, eller 49 meter över den omgivande terrängen. Bredden vid basen är 0,55 km.
Terrängen runt Baulch Peak är kuperad åt nordväst, men åt sydost är den platt. Trakten är obefolkad. Det finns inga samhällen i närheten.